# Suveranism
Suveranismul, având sensul de „ideologia suveranității”, este conceptul de a deține controlul asupra condițiilor de existență, fie la nivelul sinelui, al grupului social, al regiunii, al națiunii sau al întregii lumi. De obicei, acest concept este folosit pentru a descrie obținerea sau păstrarea independenței politice a unei națiuni sau a unei regiuni. Suveraniștii își propun să „recapete controlul” de la forțe considerate puternice, fie împotriva grupurilor minoritare subversive interne (etnice, sexuale sau de gen) sau de la instituții externe de guvernare globală, federalism și uniuni supranaționale⁠(d). În general, se înclină spre izolaționism și protecționism și poate fi asociat cu anumite mișcări de independență, dar a fost folosit și pentru a justifica încălcarea independenței altor națiuni.
În accepțiunea din anul 2025 a Enciclopediei Larousse, suveranismul reprezintă doctrina apărătorilor exercitării suveranității naționale în Europa.

## Clasificare
Suveranismul are atât o componentă culturală, cât și una politică și poate lua forma ostilității față de străini care au valori diferite, sau țări sau regiuni de origini diferite. Grupurile suveraniste sunt asociate cu populismul, deoarece pretind de obicei legitimitate pentru îndeplinirea voinței suverane a poporului. În timp ce suveraniștii de stânga tind să înțeleagă granița lor națională ca pe o linie defensivă împotriva efectelor corozive ale economiei neoliberale, suveraniștii de dreapta o văd mai mult ca pe un filtru care protejează poporul suveran de noii membri nedoriți.
Deși există diferențe mari de ideologie și context istoric între mișcările suveraniste, cele din secolul al XXI-lea pot fi considerate ca aparținând la trei categorii: suveranismul conservator, arheosuveranismul și neosuveranismul. Suveranismul conservator urmează modelul național de suveranitate westfalian⁠(d), care urmărește să păstreze ordinea interstatală cu norme care promovează ordinea economică globală, dar fără progrese ulterioare către integrarea politică. Susține unele vestigii ale colonialismului, vechile puteri păstrând ceea ce ele văd drept responsabilități istorice de a interveni în fostele posesiuni, cum ar fi în cazul Războiului Ruso-Ucrainean. La puterile în creștere, neosuveranismul este preocupat de problemele autonomismului⁠(d), în special împotriva națiunilor mai privilegiate, cu putere concentrată în entități transnaționale precum Consiliul de Securitate al ONU sau G7. El urmărește să consolideze normele și acordurile care protejează independența fiecărui stat, acordându-le egalitatea și împiedicând statele mai puternice să încerce influențarea comportamentul altor națiuni. Arheosuveranismul este cea mai radicală, respingând forțele globalizării și restricțiile aplicate statelor de către organismele, normele și acordurile transnaționale, cerând revenirea la o ordine de dinainte de cel de Al Doilea Război Mondial când statele erau mai libere de astfel de interferențe. Exemple din Europa sunt Partidul Adunarea Națională din Franța, Liga Nordului din Italia, Partidul Popular Danez din Danemarca și Partidul pentru independența Regatului Unit din Marea Britanie
Într-o lucrare publicată în European Review of International Studies care subliniază aceste trei tendințe majore, cercetătorii Alles și Badie le-au rezumat astfel:
| Tipuri contemporane de suveranism | Concepția de suveranitate | Revendicare | Protest împotriva         | Abordarea globalizării |
| --------------------------------- | ------------------------- | ----------- | ------------------------- | ---------------------- |
| Neosuveranism                     | Autoafirmare              | Egalitate   | Ierarhiei                 | Exemplu                |
| Arheosuveranism                   | Specificitate             | Identitate  | Globalizării              | Antagonist             |
| Suveranism conservator            | Reglementare              | Ierarhie    | Apariției contestatarilor | Selectiv               |

## Partidele populiste suveraniste din Europa
În Europa, mișcările politice ale populismului suveranist se împart pe de o parte între cei care încearcă să părăsească Uniunea Europeană (sau se opun aderării la ea) și pe de altă parte cei care urmăresc o „Europă a națiunilor”, o Europă mai puțin integrată, respectând caracteristicile individuale și suveranitatea statelor constitutive. Susținătorii acestor doctrine tind să se considere eurorealiști opuși eurofederaliștilor și cer o versiune mai federativă a unei Uniuni Europene. (Uniunea Europeană nu este o federație, dar are multe caracteristici ale uneia.) Astfel, în Europa suveranismul se opune federalismului și implică de obicei naționalismul, în special în Regatul Unit (care s-a retras din UE în 2020) și în Franța, unde partidele din stânga și dreapta înclină puternic spre aceasta.

### Uniunea europeană
După alegerile pentru Parlamentul European din 2024 s-au format patru grupuri politice în Parlamentului European⁠(d) care conțin partide suveraniste:
- Conservatorii și Reformiștii Europeni[16]
- Europa Națiunilor Suverane[17]
- Patrioți pentru Europa[18]

#### Catalonia
În parlamentul Cataloniei, partidele care susțin în mod explicit independența față de Spania sunt Candidatura Unității Populare⁠(d), Împreună pentru Catalonia, moștenitorul fostei Convergențe Democratice a Cataloniei⁠(d) și Stânga Republicană din Catalonia.

### Franța
- Partidul Adunarea Națională (populist de dreapta)[15]
- Patrioții (Franța)⁠(d) (gaullist și populist de dreapta)
- Uniunea Populară Republicană⁠(d) (Big tent de dreapta până la extrema dreaptă)

### Germania
Partide cu tendințe care ar putea fi descrise și ca fiind suveraniste pot fi găsite și în Germania:
- Alternativa pentru Germania (de dreapta, naționalist, conservator) [15]

### Grecia
Partide cu tendințe care ar putea fi descrise și ca fiind suveraniste pot fi găsite și în Grecia:
- Alarma Populară Ortodoxă⁠(d) (naționalist etnic, conservator religios)[20]
- Zorii Aurii (naționalist etnic, neofascist) [15]

### Italia
- Frații Italiei (conservator național, populist de dreapta)[21]
- Liga Nordului (populist, eurosceptic)[22]
- Liga pentru Salvini Premier⁠(d) (populist de dreapta, federalist)[21]
- Mișcarea Cinci Stele (populist, populism de stânga)[15]

### Regatul Unit
Partide cu politici care ar putea fi descrise ca fiind suveraniste pot fi găsite și în Regatul Unit: Reform UK și Partidul Conservator (Regatul Unit) condus de Johnson, Partidul Național Scoțian și Plaid Cymru (Partidul Țării Galilor) și Sinn Féin în Irlanda de Nord.

### România

#### Exprimare
În anul 2024, partide parlamentare suveraniste în România erau:
- AUR (Alianța pentru Unirea Românilor)
- S.O.S. România
- POT (Partidul Oamenilor Tineri)

La alegerile parlamentare din 2024 din România, polul suveranist reprezentat de cele trei partide a ocupat aproximativ o treime din bazinul electoral. Conform sociologului Dumitru Sandu votul suveranist din țară a caracterizat, în acest context, localitățile sărace, mici și izolate sau distanțate în raport cu orașele mari, cu experiențe reduse de migrație internațională în comunitățile lor.

#### Tipologie
În opinia din anul 2024 a profesorului de drept Valentin Constantin, suveranismul politic românesc este minat de provincialism și pare să fie, în fapt, doar parte a unui fenomen european aculturat de exprimare în numele identității naționale a nemulțumirii față de o serie de acte ale Comisiei Europene și ale Parlamentului European.
Printre factorii care au contribuit pe plan local la apariția lui, publicistul și analistul politic Sorin Cucerai a identificat o consecință neintenționată și neprevăzută, comună pe plan internațional a succesului economic al globalizării, anume creșterea în România a puterii și ponderii economice a „gulerelor albastre”⁠(en)[traduceți] în cadrul clasei de mijloc, fără ca această creștere să fie însoțită de creșterea prestigiului social al segmentului respectiv al acesteia. Prestigiul social rămâne deocamdată un atribut propriu al segmentului clasei educate („gulerelor albe”⁠(en)[traduceți], minoritare în prezent) al clasei de mijloc, chiar dacă ponderea acesteia s-a redus în prezent în cadrul acestei clase economice. Astfel, conform lui Cucerai, ar putea fi explicată diferența dintre valorile sociale și valorile politice ale „gulerelor albastre”. Ar exista, de asemenea, o diferență între sursa iliberalismului și suveranismului din țările dezvoltate (cum sunt cele din Europa Occidentală și cea din statele din parte de est a Europei): în primul caz este vorba de inechitate economică (declasarea economică și socială a clasei muncitoare) și în al doilea de inechitate socială (îmbunătățirea statutului economic al clasei muncitoare fără o îmbunătățire similară a statutului social).
Altă problemă a suveranismului românesc ar fi lipsa sa de vizibilitate și de posibilități de identificare distinctă, ca atare, în plan internațional. În ce privește identificarea unui suveranist din România, Dragoș Damian (CEO al companiei Terapia din Cluj) dat fiind că puterea economică proprie stă la baza posibilității unei națiuni de a se exprima suveran, optează pentru o viziune în care un suveranist se identifică pe plan local (românesc) în primul rând prin opțiunea sa de sprijin pentru produsele companiilor care produc local în România (indiferent dacă acestea o fac cu finanțare prin intermediul capitalului național sau străin).

### Rusia
Din 2006 Vladimir Putin a susținut actuala viziune suveranistă rusă a unei bătălii politice, economice și culturale între popoarele suverane ale Rusiei, pe de o parte, iar pe de altă parte, instituțiile transnaționale cu ideologiile lor neoliberale și cosmopolite care subminează suveranitatea Rusiei. și existența culturală. În putinism, „bunăstarea națională” a popoarelor multietnice ruse (morala, valorile, memoria strămoșilor și cultura sa) definește și este protejată de suveranitatea sa. Consilierul lui Putin, Vladislav Surkov, a articulat amenințarea la adresa „democrației suverane” reprezentată de organizațiile internaționale care servesc interesele NATO, OSCE și ordinea lumii unipolare⁠(d) controlate de Statele Unite. Conform ideologiei putinismului, suveranitatea georgiană și ucraineană nu putea fi respectată, deoarece fusese deja pierdută din cauza revoluțiilor lor colorate⁠(d), văzute ca o prăbușire a granițelor care le protejează de a fi înghițite cultural, economic și politic de către Europa și Occident. În calitate de protector cultural și politic împotriva amenințării puterilor occidentale, ideea unei uniuni suverane a mai multor popoare sub conducerea Rusiei a fost folosită ca o teorie a legitimării expansiunii imperiale. Această utilizare este anterioară Uniunii Sovietice, datând de la originile panslavismului în secolul al XVI-lea, devenind ulterior integrată cu naționalismul rus⁠(d), imperialismul⁠(d) și mesianismul ortodox în secolul al XIX-lea.

### Ungaria
Prim-ministrul Viktor Orbán și partidul său, Fidesz, aflat la putere din 2010, au urmat din ce în ce mai mult o politică suveranistă împotriva Uniunii Europene. La 12 decembrie 2023 Adunarea Națională⁠(d) a adoptat legea privind protecția suveranității, care a creat o nouă agenție guvernamentală, numită Biroul de Protecție a Suveranității, care urma să fie înființată până la 1 februarie 2024. Aceasta urma să aibă largi competențe de a investiga presupusele atacuri la adresa suveranității maghiare, inclusiv activitățile organizațiilor civice susținute din străinătate.

## America de Nord

### Canada
În provincia canadiană Quebec, suveranismul se referă la mișcarea suveranistă din Quebec⁠(d), care pledează pentru ca Quebec să se separe de Canada și să devină o țară independentă. Mulți lideri ai mișcării, în special René Lévesque, au preferat termenii „suveranitate” și „suveranist” față de alte denumiri comune, cum ar fi „separatist” sau „independent”, deși această terminologie poate ridica obiecții de către oponenți. Formațiunile politice care susțin mișcarea suveranistă sunt:
- Parti Québécois⁠(d)[37] (centru-stânga, naționalist și social-democrat)
- Bloc Québécois⁠(d) (centru-stânga, naționalist și social-democrat, reprezintă separatismul Quebecului în parlamentul federal al in Canadei)
- Option nationale⁠(d) (centru-stânga, naționalist și progresist)
- Québec solidaire⁠(d)[37] (de stânga, socialist democratic)

### Statele Unite ale Americii
Împreună cu istoria sa de izolaționism și sentimentul de excepționalism american⁠(d), suveranismul american este în mare măsură o perspectivă conservatoare, vizând atât autodefinirea americană, cât și libertatea de a se angaja în acțiuni unilaterale⁠(d). Suveranitatea în politica externă se caracterizează prin opoziție față de deciziile multilaterale referitoare la încălzirea globală, crimele de război, controlul armelor și Declarația Universală a Drepturilor Omului.
Perspectiva suveranistă dominantă a SUA este în prezent cea a trumpismului și are trei dimensiuni:
- Ordinea și pacea mondială sunt cel mai bine asigurate de statele suverane care se îngrijesc de ele însele, spre deosebire de ordinea internațională liberală⁠(d) a țărilor interdependente și integrate.
- Nevoile poporului american vin pe primul loc, înaintea oricărei alte preocupări ale guvernului. Orice altă prioritizare încalcă suveranitatea poporului.
- Suveranismul este o armă partizană; oricine susține formulări care diferă de formulările trumpiste ale suveranității este identificat drept inamic politic.

O viziune conservatoare mai extremă a suveranității populare implică o reducere radicală a guvernării centralizate și o extindere a suveranității regionale, în care libertățile sunt stabilite la nivel local, nu hotărâte la nivel federal. Din perspectiva mișcării Tea Party și continuând prin adepții trumpismului, conceptul populist al poporului suveran se referă exclusiv la o comunitate creștină definită în mod specific, care „invită oameni din medii diferite să se unească sub bunul simț american al sinelui”. Similar cu perspectiva putinismului, acei indivizi care mențin o politică identitară separată a minorității nu sunt doar excluși, ci sunt priviți ca o amenințare la adresa suveranității majorității, mai ales atunci când cer despăgubiri legale pentru încălcarea drepturilor omului, așa cum sunt definite de normele constituționale și internaționale.